# Jang Pyong-il
Jang Pyong-il (10 ottobre 1984) è un ex calciatore nordcoreano.